# Xã Burdette, Quận Hand, South Dakota
Xã Burdette (tiếng Anh: Burdette Township) là một xã thuộc quận Hand, tiểu bang Nam Dakota, Hoa Kỳ. Năm 2010, dân số của xã này là 54 người.